# Liceo classico Marcantonio Flaminio
Il Liceo classico "Marcantonio Flaminio", meglio conosciuto come Liceo Flaminio, è una scuola secondaria di secondo grado, con sede centrale a Vittorio Veneto, nello storico edificio di Via Dante 6.
L'attuale offerta formativa comprende gli indirizzi di studio del liceo classico, liceo scientifico (opzioni ordinaria e opzione scienze applicate) e liceo delle scienze umane (opzione ordinaria).

## Storia
Intesa in senso ampio, la storia del Liceo Flaminio si estende per più di tre secoli.

### Origini dal tardo medioevo alla fine del XIX secolo
Le origini dell'istituzione possono essere fatte risalire al tardo medioevo e in particolare al 1485, anno in cui Giovanni Antonio Flaminio si trasferì a Serravalle, ingaggiato dalle famiglie nobili e benestanti per la formazione dei propri figli (1485-1489, 1517-1520). In età moderna, verso la fine del XVI secolo, lo studio delle humanae litterae trovò una collocazione istituzionale nell'ambito del Seminario vescovile, fondato a Ceneda nel 1587 e rimasto fino al XIX secolo la sola istituzione di formazione superiore con un piano di studi umanistico nell'intero territorio della Diocesi di Ceneda.
Tra la fine del XVIII secolo e nella prima metà del XIX secolo, sia in età napoleonica (1797-1798, 1805-1815) sia sotto la dominazione asburgica (1798-1805, 1815-1866), il Seminario vescovile funzionò come Liceo convitto, con una frequenza media di trecento allievi tra chierici e laici, ed acquistò una buona fama per la qualità dell'insegnamento impartito.
Tra il 1866 e il 1871, in seguito al passaggio del Veneto al Regno d'Italia e a causa della situazione critica in cui versava il Seminario vescovile, il Comune di Vittorio Veneto, nato il 22 novembre 1866 dall'unione delle Comunità di Ceneda e Serravalle, assunse la gestione diretta dell'istituto, con approvazione del Ministero della Pubblica Istruzione e contro la resistenza dell'autorità ecclesiastica e di parte dell'opinione pubblica. A questo periodo risale l'intitolazione dell'istituto all'umanista Marcantonio Flaminio (1489-1550), nato a Serravalle da Giovanni Antonio Flaminio (Delibera consiliare del 31 maggio 1869).

#### Sviluppi a partire dal XX secolo
La formale istituzione del Regio Ginnasio, distinto in inferiore (tre anni) e superiore (due anni), risale al 1905, con concessione del governo centrale a coronamento dell'iniziativa della Giunta comunale. Le attività didattiche, per una settantina di alunni distribuiti nelle diverse classi, ebbero inizio il 16 novembre 1905, all'interno di aule poco idonee ricavate da abitazioni civilli di un edificio posto sul lato sud dell'allora piazza Vittorio Emanuele (oggi piazza del Popolo; l'edificio fu in seguito abbattuto per far posto al cosiddetto "Quadrilatero"). Nel 1906, in continuità storica con l'esperienza ottocensca e in continuità ideale con l'istituzione tardo-medievale, il Consiglio Comunale ripropose l'intitolazione del Regio Ginnasio a Marcantonio Flaminio.
L'istituto assunse una forma compiuta nel corso del Ventennio fascista. Tra il 1920 e il 1925 fu costruito l'edificio di via Dante, attuale sede centrale del liceo; mentre nel 1935, la ferma volontà dell'amministrazione comunale, sostenuta dall'azione di un Comitato cittadino pro-Liceo promotore di una pubblica sottoscrizione, ottenne l'istituzione del triennio liceale. Alla  data del 26 luglio 1943 risulta che il liceo era denominato "General Cantore – Liceo classico e liceo scientifico a valore legale per associazione E.N.I.M.S – Vittorio Veneto" e che il preside era  "il professore Andrea Mangogna" 
Il 12 gennaio 1945, a causa di una presunta tiepidezza nei confronti del regime, dieci studenti dell'istituto vennero fatti oggetto di un'umiliante reprimenda da parte del comandante del battaglione  "Valanga", una unità di fascisti repubblicani della RSI, con taglio dei capelli a zero ed esposizione alla neve privi di giacca; azione che provocò la protesta del preside Talin e l'astensione dalle lezioni degli studenti.
Nel secondo dopoguerra l'istituto assunse gradualmente la sua attuale forma. Nell’anno scolastico 1945/46 l'intitolazione cambiò temporaneamente in "Emilio Ricci", in nome del gestore dell'istituto di istruzione privato al cui interno fin dal 1938 era stato attivato l’indirizzo del liceo scientifico intitolato al gen. Cantore. Tra il 1956 e il 1960 il "Ginnasio e Liceo" ampliò la propria offerta formativa attraverso la progressiva statalizzazione e annessione dell’indirizzo del liceo scientifico, che passo alla gestione diretta del Comune. Nel decennio successivo, il "Liceo classico con annesso Liceo scientifico” si ramificò nell’alta marca trevigiana, istituendo tre sezioni staccate, in seguito resesi istituti autonomi, rispettivamente a Conegliano (1960-1971), Motta di Livenza (1969-1977) e Pieve di Soligo (1970-1990).
Nel 1999 viene inaugurata la sede di nuova costruzione di via Talin, nella quale trovano collocazione le classi del liceo scientifico, mentre l’anno successivo, a causa dell'unione con l’I.T.I.S. di Vittorio Veneto, l'istituto assume temporaneamente la denominazione di "Istituto d’Istruzione Superiore" (2000-2009). Dopo il ritorno alla precedente denominazione a seguito di un diverso accorpamento delle scuole cittadine e dopo l'avvio della Riforma Gelmini, vengono attivate l'opzione "scienze applicate" del liceo scientifico (2010) e l'indirizzo di studio del liceo delle scienze umane (2015; le cui classi sono collocate dal 2018 nella sede temporanea del campus S. Giuseppe, a causa di lavori di ristrutturazione della sede centrale).

## Presidi e Dirigenti Scolastici

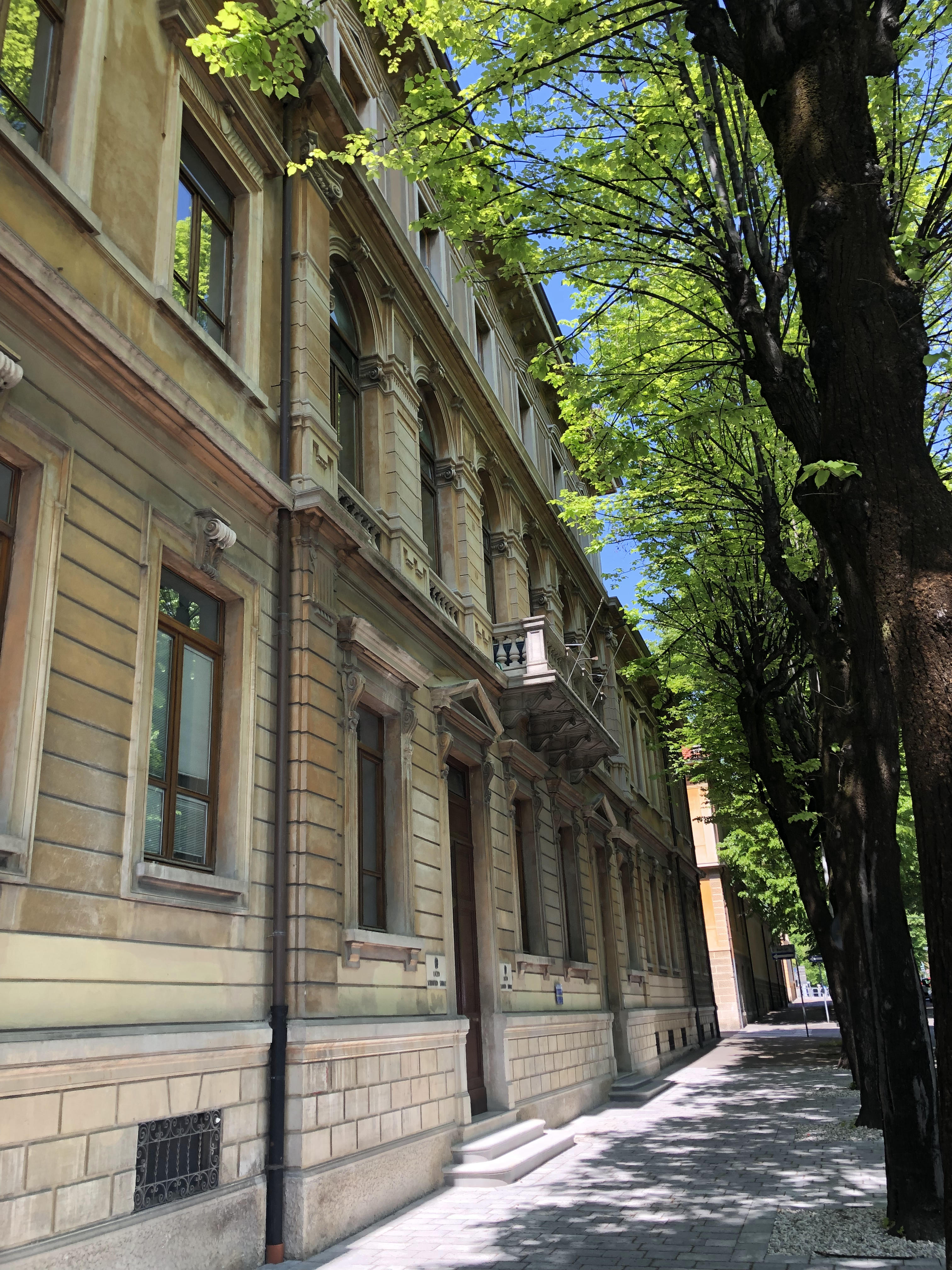
Liceo Flaminio - ingresso della sede di via Dante 6 (sede centrale)

## Presidi e Dirigenti Scolastici[13]
- 1905-?: Settimio Rasia Dal Polo
- ?-1917: Numa Costantini
- 1917-1933: Ugo Salvagno
- 1933-1935: Angelo Alverà
- 1933-1936: Augusto Levi
- 1936-1939: Lamberto Chiarelli
- 1939-1942: Umberto Picone
- 1942-1943: Francesco Franceschini
- 1944-1963: Enrico Talin
- 1963-1965: Ferruccio Bianchi
- 1965-1984: Ippolito Pinto
- 1984-1985: Francesco Rivaldo
- 1985-2005: Luigi Floriani
- 2005-2012: Piero Panzarino
- 2012-2014: Franca Braido
- 2014-2015: Letizia Cavallini
- 2015-2024: Emanuela Da Re